# Associated Universities, Inc.
A Associated Universities, Inc. (AUI) é uma empresa de gestão de pesquisa que constrói e opera instalações para a comunidade de pesquisa. A AUI é uma organização sem fins lucrativos, com sede em Washington. O presidente e diretor executivo é Ethan J. Schreier. A principal unidade operacional atual da AUI é o National Radio Astronomy Observatory (NRAO), que opera sob um acordo de cooperação com a Fundação Nacional da Ciência, uma agência governamental dos Estados Unidos.